# Municipio de Hampden (Minnesota)
El municipio de Hampden (en inglés: Hampden Township) es un municipio ubicado en el condado de Kittson en el estado estadounidense de Minnesota. En el año 2010 tenía una población de 38 habitantes y una densidad poblacional de 0,41 personas por km².

## Geografía
El municipio de Hampden se encuentra ubicado en las coordenadas 48°50′53″N 96°59′41″O / 48.84806, -96.99472. Según la Oficina del Censo de los Estados Unidos, el municipio tiene una superficie total de 92.97 km², de la cual 92,87 km² corresponden a tierra firme y (0,1 %) 0,09 km² es agua.

## Demografía
Según el censo de 2010, había 38 personas residiendo en el municipio de Hampden. La densidad de población era de 0,41 hab./km². De los 38 habitantes, el municipio de Hampden estaba compuesto por el 100 % blancos. Del total de la población el 0 % eran hispanos o latinos de cualquier raza.